# Matteo Eydallin
Matteo Eydallin (Torino, 6 novembre 1985) è uno scialpinista italiano, membro della nazionale italiana di Sci alpinismo e del Centro Sportivo Esercito..

## Biografia

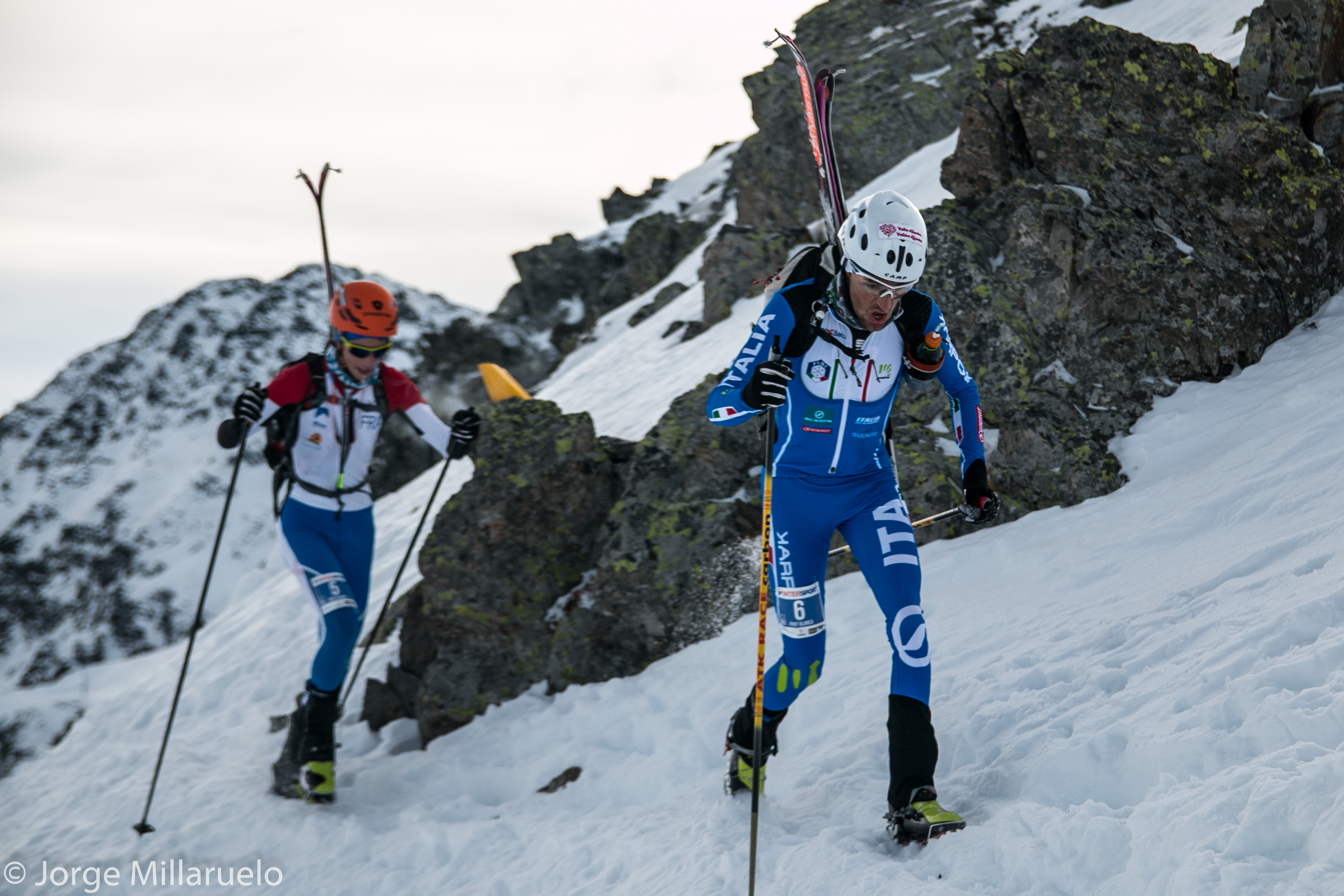
Matteo Eydallin (a destra) con lo scialpinista francese Xavier Gachet

Matteo ha intrapreso la sua carriera a Sauze d'Oulx in provincia di Torino a 3 anni, praticando lo sci da discesa. Avendo poi capito che il suo vero talento erano gli sport di "endurance", ha iniziato con la bici fino ad arrivare allo sci alpinismo.
Dopo aver partecipato con ottimi risultati alle gare giovanili è entrato in Nazionale e nel Centro sportivo esercito nel 2006.
Il 7 marzo 2021 si è laureato Campione del Mondo nella gara iridata in Andorra nella gara individuale. Dopo la lunga carriera è riuscito nell'impresa di conquistare la medaglia d'oro nella gara più importante della stagione.
Il 20 marzo 2021 ha conquistato la sua ottava Transcavallo con il compagno di nazionale Michele Boscacci. Alle finali della Coppa del Mondo a Madonna di Campiglio ha vinto l'ultima gara, classificandosi primo nella classifica di specialità "individuale" e aggiudicandosi la Coppa del Mondo. 
Nella stagione 2021/22 Eydallin ha conquistato per la quinta volta la Pierramenta, 2 secondi posti in Coppa del Mondo e un secondo posto al Tour du Rutor.
Stagione 2023:
Campionato italiano:
Medaglia d'oro nell'individuale 5/02/23 
Coppa del mondo (podi):
Terzo posto Morgins (svizzera) 10/02/23
Primo posto Val Martello (italia) 16/02/23
Terzo posto Tromso (Norvegia) 14/04/23
Eydallin conclude la classifica finale di specialità al terzo posto.
Campionati del Mondo:
Medaglia d'oro nella team race con Antonioli 2/03/23
Medaglia d'argento nell'Individuale il 4/03/23
Medaglia d'oro nella gara a coppie (long distance) con Antonioli 
Gare classiche:
Primo posto Transcavallo 13/02/23
primo posto 
Adamello ski raid 25/03/23

## Palmarès

### Mondiali sci alpinismo
- 11 medaglie:
  - 7 ori (staffetta, team race a Claut 2011; staffetta, team race a Verbier 2015; team race a Alpago 2017; individuale a La Massana 2021, il 2/03/23 si aggiudica la medaglia d'oro nella team race a Boi Taull, oro nella gara a coppie Long distance)
  - 2 argento (team race a Pelvoux 2013, Boi Taull 2023);
  - 2 bronzi (individuale a Verbier 2015; team race Villar sur Olon 2019).

### Campionati Italiani di sci alpinismo
- 12 medaglie:
  - 7 ori
  - 4 argenti
  - 1 bronzo

### Campionato europeo di sci alpinismo
- 3 Medaglie
  - 1 oro (team race a Tambre 2009);
  - 2 argento  (individuale a Font Blanca 2014, andorra 2022);
  - 1 bronzo  (staffetta a Pelvoux 2012);

### Coppa del Mondo di sci alpinismo
- Miglior piazzamento in classifica generale: 3º nel 2014
- Vincitore della Coppa del Mondo di individuale nel 2017
- Vincitore della Coppa del Mondo Individuale nel 2021.

- 33 podi
  - 10 vittorie (nell'individuale)
  - 9 secondi posti
  - 14 terzi posti

#### Coppa del Mondo - vittorie
| Data             | Luogo                | Paese   | Disciplina  |
| ---------------- | -------------------- | ------- | ----------- |
| 23 gennaio 2011  | Gavarnie             | Francia | Individuale |
| 28 marzo 2015    | Mondolè Ski Alp      | Italia  | Individuale |
| 11 febbraio 2017 | Ergan                | Turchia | Individuale |
| 8 aprile 2017    | Val d'Aran           | Spagna  | Individuale |
| 2 febbraio 2019  | Devoluy              | Francia | Individuale |
| 6 aprile 2019    | Madonna di Campiglio | Italia  | Individuale |
| 5 febbraio 2021  | Flaine               | Francia | Individuale |
| 21 febbraio 2021 | Val Martello         | Italia  | Individuale |
| 28 marzo 2021    | Madonna di Campiglio | Italia  | Individuale |
| 16 febbraio 2023 | Val Martello         | Italia  | Individuale |

Le classiche
5 Pierra Menta (unico nella storia)
6 Mezzalama (detentore di vittorie assolute)
2 Patrouille des Glaces
4 Tour du Rutor (detentore vittorie assolute)
3 Adamello Ski raid (record di vittorie)
9 Transcavallo